# Monika Jeřábková
Monika Jeřábková (28. dubna 1884 Plzeň – 31. ledna 1944 Ravensbrück) byla česká herečka, tanečnice a ředitelka Jihočeského divadla v letech 1934 až 1941.

## Život

### Ředitelka divadla

#### První roky vedení
Do funkce byla zvolena městskou radou dne 3. února 1934 a to bez konkurzu. Divadlo krátce vedla jako zástupkyně po smrti předchozího ředitele, svého manžela Bedřicha Jeřábka, který zemřel 23. října 1933 po dlouhé nemoci. Jeřábek byl úspěšným operetním podnikatelem, který se Jihočeského divadla ujal jako ředitel v roce 1931. V té době divadlo sužovala hospodářská krize, kvůli které se snižovaly platy zaměstnanců, členstvo sboru odcházelo a lidé dávali přednost biografu, aby ušetřili pár korun na vstupném. Jeřábkovi bylo také vytýkáno, že nedodržuje slíbený repertoár a že divadlo nerespektuje vyspělost českobudějovického publika. Jeřábková tak divadlo přebírala v nelehké situaci. Pobývala navíc zejména v Praze a provoz proto zpočátku řídila prostřednictvím tajemníka.
Během prvních let působení Jeřábkové se divadlu dařilo střídavě. Zahájení sezóny bývalo většinou velkolepé, plné slibů a optimismu, ale v průběhu sezony začala Jeřábková začleňovat do repertoáru velké množství operet a frašek ve snaze udržet divadlo při životě především po finanční stránce, avšak s minimem citu pro umělecky vážnější činohry. Českobudějovické umělecké avantgardní sdružení Linie ji z těchto důvodů několikrát kritizovalo na stránkách svého časopisu. Požadovalo návrat činohry a nápravu ve smyslu zlepšení kvality dramatického umění. V jednom z vydání z dubna 1935 byla ředitelka Jeřábková dokonce označena za „nejvýš nepovolaného ducha divadelního“. Členky a členové sboru také postupně odcházeli a přicházeli, přestože Jeřábková měla jako bývalá herečka pro zaměstnankyně a zaměstnance velké pochopení a snažila se jim dodávat pocit vzestupu alespoň tím, že jim buď zvyšovala mzdy nebo snižovala počet povinných představení.

#### Podpora i kritika
Jiná dobová periodika její práci uznávala, například v týdeníku Tábor z roku 1940 je ceněno její „obětavé vedení divadla při svízelných poměrech.“ V Píseckých Listech ze stejného roku se objevila zpráva sportovního reportéra, který pojednává o akci zvané Herci na trávníku, jenž se Jeřábková zúčastnila a byla označena za „milou, veleváženou a všemi milovanou ředitelku“.
Přes uvedené snahy, Jihočeské divadlo stálo na pokraji zhroucení. Na sezónu 1936/1937 proto Jeřábková uzavřela spolupráci s Dr. Josefem Stejskalem, který se stal uměleckým vedoucím činohry a divadlo se mu podařilo zachránit před zánikem. Již v té době však němečtí průmyslníci v Českých Budějovicích vyhazovali ze svých podniků Čechy a nahrazovali je německými nacisty. Úděl Jeřábkové a dr. Stejskala byl tudíž nelehký, přesto se jim dařilo udržet činoherní i operetní soubor s vlasteneckým repertoárem a divadlu se dařilo.
Na začátku sezóny 1941–1942 divadlo odjelo hrát do Tábora. Z Tábora se poté přesunulo do Písku, kde však na Jeřábkovou čekalo gestapo a deportovalo ji do koncentračního tábora v Ravensbrücku. Jako důvod uvedli, že se Jeřábková vyjadřovala v restaurační místnosti neuctivě o Němcích. Ve skutečnosti ji však udala jakási vlásenkářka Tomanová, jejíž muž pracoval u německého divadla a jejichž dcera byla baletkou v českém sboru. Jeřábková měla Tomanové otevřeně vytknout styky s Němci a avizovala, že všechny, kteří přešli k německému divadlu, po válce do divadla nepřijme. Tomanová tyto informace po telefonu sdělila svému muži. Jeřábková měla ale také několik sporů s jakýmsi komisařem Davidem, kterému se svěřila se svým rozhořčením ohledně toho, že Němci Čechům vzali divadelní budovu.
Jeřábková jako ředitelka Jihočeského divadla prošla velkou proměnou. Alena Kožíková v knize Boj o Jihočeské divadlo 1919–1946 píše, že přestože ze začátku sledovala jen výdělečné cíle, později byla ochotna poskytnout Stejskalovi prostor k průbojné činohře, i když oproti operetám nevydělávala tolik peněz.

#### Zatčení gestapem a deportace
Před zatčením gestapem údajně měla šanci opustit České Budějovice a zachránit si život, rozhodla se však zůstat. To, že za svou lásku k divadlu položila život, je zmíněno i v píseckém periodiku Zítřek z roku 1968. Podle svědectví vězeňkyň z Ravensbrücku byla v koncentračním táboře statečná. Měla pracovat v komandu, které pečovalo o králíky, často tak propašovala svým spoluvězeňkyním zeleninu či maso. Solidarita se jí ale stala osudnou a skončila v táborovém vězení, kde 31. ledna 1944 zemřela na zápal plic a podvýživu.